# 206 км
206 км — железнодорожная станция как населённый пункт в Карасукском районе Новосибирской области России. Входит в Благодатский сельсовет. Ранее населённый пункт упоминался как Остановочная Площадка 206 км.

## География
Примыкает к посёлку Чернозерка.
Площадь населённого пункта — 3 гектара.

## История
Населённый пункт появился при строительстве железной дороги. В селении жили семьи тех, кто обслуживал железнодорожную инфраструктуру.

## Население
| 2002 | 2007 | 2010 |
| ---- | ---- | ---- |
| 16   | ↗21  | ↘12  |

## Инфраструктура
В населённом пункте по данным на 2007 год отсутствует социальная инфраструктура.
Действует железнодорожная платформа 206 км

## Транспорт
Доступна автомобильным и железнодорожным транспортом.
Проходит автодорога общего пользования регионального значения 50К-01 «992-й км автодороги Р-254 — Купино — Карасук».